# Luis Diego Cuscoy
Luis Diego Cuscoy (Sant Esteve d'en Bas, la Vall d'en Bas, Garrotxa, 22 d'octubre de 1907 - San Cristóbal de La Laguna, Tenerife, 24 d'abril de 1987) va ser un arqueòleg, considerat el fundador de l'arqueologia canària i introductor a les illes dels nous mètodes d'antropologia social. Però Diego Cuscoy, una persona polifacètica, va començar dedicant-se a la literatura i a la docència i va acabar sent un reconegut historiador, dedicat a l'estudi i el treball de camp en l'arqueologia i l'antropologia. També va arribar a ser un reconegut fotògraf.
Després d'estudiar magisteri a la Laguna, carrera que va finalitzar en 1927, entre els anys 1928 i 1931 va impartir classes a les escoles de la Guancha, del Bufadero (Santa Cruz de Tenerife) i Los Silos. Amb l'adveniment de la Segona República s'embarcaria, com altres mestres progressistes, en projectes reformistes de l'ensenyament per posar fi a l'analfabetisme, que considerava l'obstacle més gran per al progrés i desenvolupament de la societat. El 1931 guanya les oposicions i és traslladat a Castro das Seigas, a Palas de Rei, a Galícia, on va descobrir la potencialitat de la llengua com a mecanisme de comunicació, pedagògic i on va entrar en contacte per primera vegada amb l'arqueologia.
El 1933 torna a Tenerife i és destinat a una escola rural fins al final de la Guerra Civil. Aquestes experiències en escoles rurals li van produir un notable impacte que va influir en les seves idees polítiques, accentuant les seves tendències progressistes, que plasma en articles de premsa, a la Revista de Pedagogia i en altres publicacions. En ells teoritza sobre pedagogia, repassa la situació del magisteri a Espanya, descriu les dures condicions de la infància a Tenerife, denuncia la vulneració dels drets de l'infant i també la manipulació de la infància pels règims feixistes.
Després del triomf del bàndol franquista a la Guerra Civil Espanyola i el consegüent procés de depuració que s'inicia, és acusat de realitzar activitats considerades contràries al règim i de ser partidari d'idees esquerranes, i se li obre un expedient, a una sanció que li prohibeix l'exercici de càrrecs de confiança i el desterrament a Cabo Blanco, Arona, entre 1940 i 1942, un poble del sud de Tenerife pràcticament incomunicat, on exerceix com a professor a l'escola del poble. A partir del seu desterrament quan Diego Cuscoy comença el seu contacte, de manera purament casual, amb el món de l'arqueologia canària.
Des de 1941 s'estableix una col·laboració amb la Comissaria provincial, augmentant les responsabilitats de Diego Cuscoy en els treballs arqueològics com a director de múltiples excavacions, fins al punt d'acabar sent nomenat Comissari Local del Nord de Tenerife el gener de 1948. Més endavant el juliol de 1951 es converteix en Comissari provincial, càrrec que ocupa fins al 1969, mentre, paral·lelament, passa a dirigir el Museu Arqueològic de Tenerife des de la seva fundació, el 1958, fins a 1987.
Diego Cuscoy ha tingut una participació directa en els treballs arqueològics d'uns 250 jaciments, obtenint un gran volum de dades sobre els antics poblaments de l'arxipèlag, que ha servit de base per a l'elaboració de la Carta Arqueològica de la província. En paral·lel a la seva àmplia activitat bibliogràfica en matèria etnogràfica, amb més de 70 obres publicades, ha participat en l'edició de diversos títols literaris i assaigs. El seu llibre Los guanches, vida y cultura del primitivo habitante de Tenerife, editat el 1968, és una peça bàsica en el seu gènere.
En la seva obra, Cuscoy, va mostrar una especial preocupació per la valoració del medi i de la seva incidència mediambiental en relació amb la realitat arqueològica canària i Tenerife, en particular. La perdurabilitat dels seus models d'interpretació del territori, o l'assimilació de les seves idees en els estudis d'arqueologia canària, i majorment sense cites, permeten parlar de la implantació del seu pensament.
Després de la seva mort s'han recuperat valuosos documents inèdits, relacionats amb els seus treballs arqueològics, procedents dels seus arxius. També s'han muntat exposicions recuperant el seu llegat, com l'anomenada "Arqueologia de la mirada". Com a reconeixement a la seva persona, a l'Institut d'Educació Secundària d'Arona, on va impartir les seves classes, es va reanomenar amb el seu nom.